# Diamond Life
Az 1984-es Diamond Life a Sade debütáló nagylemeze. A megjelenésekor nem büszkélkedhetett jó eladással, de amint a Your Love Is King dal Top 10-es lett, az eladások megugrottak. A Diamond Life Hollandiában, Németországban, Svájcban és Ausztriában is sikert aratott, a listák élére került. 1985-ben megnyerte a Brit-díjat brit album kategóriában. Szerepel az 1001 lemez, amit hallanod kell, mielőtt meghalsz című könyvben.

## Az album dalai
|    | Cím                              | Szerző(k)                                    | Hossz |
| -- | -------------------------------- | -------------------------------------------- | ----- |
| 1. | Smooth Operator                  | Sade Adu, Ray St. John                       | 4:57  |
| 2. | Your Love Is King                | Adu, Stuart Matthewman                       | 3:41  |
| 3. | Hang On to Your Love             | Adu, Matthewman                              | 5:55  |
| 4. | Frankie's First Affair           | Adu, Matthewman                              | 4:39  |
| 5. | When Am I Going to Make a Living | Adu, Matthewman                              | 3:27  |
| 6. | Cherry Pie                       | Adu, Matthewman, Andrew Hale, Paul S. Denman | 6:20  |
| 7. | Sally                            | Adu, Matthewman                              | 5:23  |
| 8. | I Will Be Your Friend            | Adu, Matthewman                              | 4:45  |
| 9. | Why Can't We Live Together       | Timmy Thomas                                 | 5:28  |

## Közreműködők
- Sade Adu – ének
- Andrew Hale – billentyűk
- Stuart Matthewman – gitár, szaxofon
- Paul S. Denman – basszusgitár
- Paul Cooke – dob
- Terry Bailey – trombita
- Pete Brown – hangmérnökasszisztens
- Tom Coyne – remastering
- Martin Ditcham – ütőhangszerek
- Simon Driscoll – hangmérnökasszisztens
- Dave Early – dob, ütőhangszerek
- Gordon Matthewman – trombita
- Robin Millar – producer
- Mike Pela – produkciós hangmérnök
- Chris Roberts – fényképek
- Ben Rogan – hangmérnök
- Graham Smith – művészi munka, design, borítóterv

## Fordítás
- Ez a szócikk részben vagy egészben a Diamond Life című angol Wikipédia-szócikk ezen változatának fordításán alapul.  Az eredeti cikk szerkesztőit annak laptörténete sorolja fel. Ez a jelzés csupán a megfogalmazás eredetét és a szerzői jogokat jelzi, nem szolgál a cikkben szereplő információk forrásmegjelöléseként.